# All the Roadrunning
All the Roadrunning is een album van Mark Knopfler (voormalig zanger en gitarist van de Britse groep Dire Straits) en Emmylou Harris. Knopfler en Harris werkten zeven jaar lang in alle stilte aan het gezamenlijke album. Het album kwam op nummer 17 binnen in de US Billboard 200 Chart, Knopflers hoogste notering sinds het begin van zijn solocarrière in 1996. In Nederland piekte het album op nummer 3. Op 5 juni 2006 waren ze te zien in Ahoy Rotterdam, er werd materiaal gespeeld van zowel Knopfler, Harris als Dire Straits. Tevens heeft het album een periode als best gedownloade album in de iTunes Store gestaan.

## Inhoud
1. Beachcombing (4:13)
2. I Dug Up a Diamond (3:36)
3. This Is Us (4:35)
4. Red Staggerwing (3:00)
5. Rollin' On (4:12)
6. Love and Happiness (4:20)
7. Right Now (3:31)
8. Donkey Town (5:41)
9. Belle Starr (3:03)
10. Beyond My Wildest Dreams (4:23)
11. All the Roadrunning (4:49)
12. If This Is Goodbye (4:44)